# 國枝秀世
國枝 秀世（くにえだ ひでよ、1950年9月 - ）は、日本の天文学者。理学博士（名古屋大学・論文博士・1982年）。名古屋大学大学院理学研究科教授。JAXA（宇宙航空研究開発機構）客員教授（兼任）。2009年より日本天文学会理事長。
専門は、X線天文学で、名古屋大学大学院理学研究科の研究室「U研X線グループ」を率い、X線天文衛星（あすか、すざく等）の観測機器開発、気球による天体X線観測手法の開発（アメリカNASAゴダード宇宙飛行研究所との共同研究）、及び、それらを使っての、巨大ブラックホール等天体からのX線の観測・研究を行っている。

## 略歴
- 愛知県立旭丘高等学校卒業
- 1975年 名古屋大学理学部物理学科卒業
- 1978年 名古屋大学大学院理学研究科博士課程中退
- 1982年 名古屋大学より理学博士の学位を取得。（論文博士）。学位論文名は「X線星MXB1730-335から観測された新しいモードのバースト活動」[1]。

## 著書
- 1999年 X線結像光学（培風館0）
- 2002年 国際シンポジウム「X線天文学の新世紀」の集録（パシフィック天文学会）
- 2004年 宇宙からの情報（放送大学教育振興会 （論文博士）